# Glen Ridge (New Jersey)
Glen Ridge egy mezőváros az Amerikai Egyesült Államokban, New Jerseyben, Essex megyében.

## Története

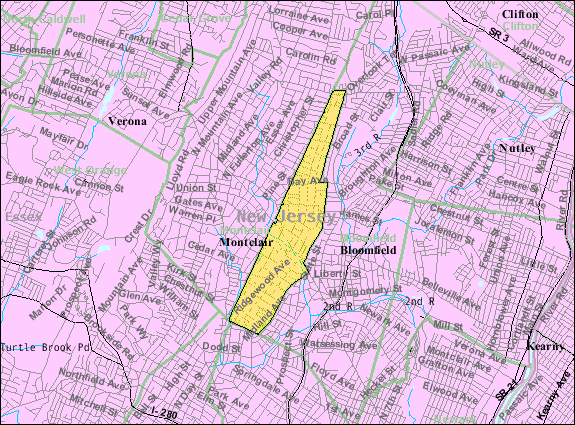

A  7271 lakosú kisváros, Glen Ridge története 1666-ra nyúlik vissza, amikor 64 connecticuti család Robert Treat vezetésével földet vásárolt itt és megalapította a várost.
1856-ban épült a pályaudvar, 1891-ben kórház is épült a hegyoldalon, mely ma több mint 300 ágyas.
A mai Glen Ridge-et az teszi különlegessé, hogy házai minden fontosabb stílust képviselnek a 19. század közepétől kezdve: ácsgótikus, európai középkori, késő viktoriánus időszak, Anna királynő korabeli stílusú lakóház, amerikai György-korabeli és a préri stílusú ház.

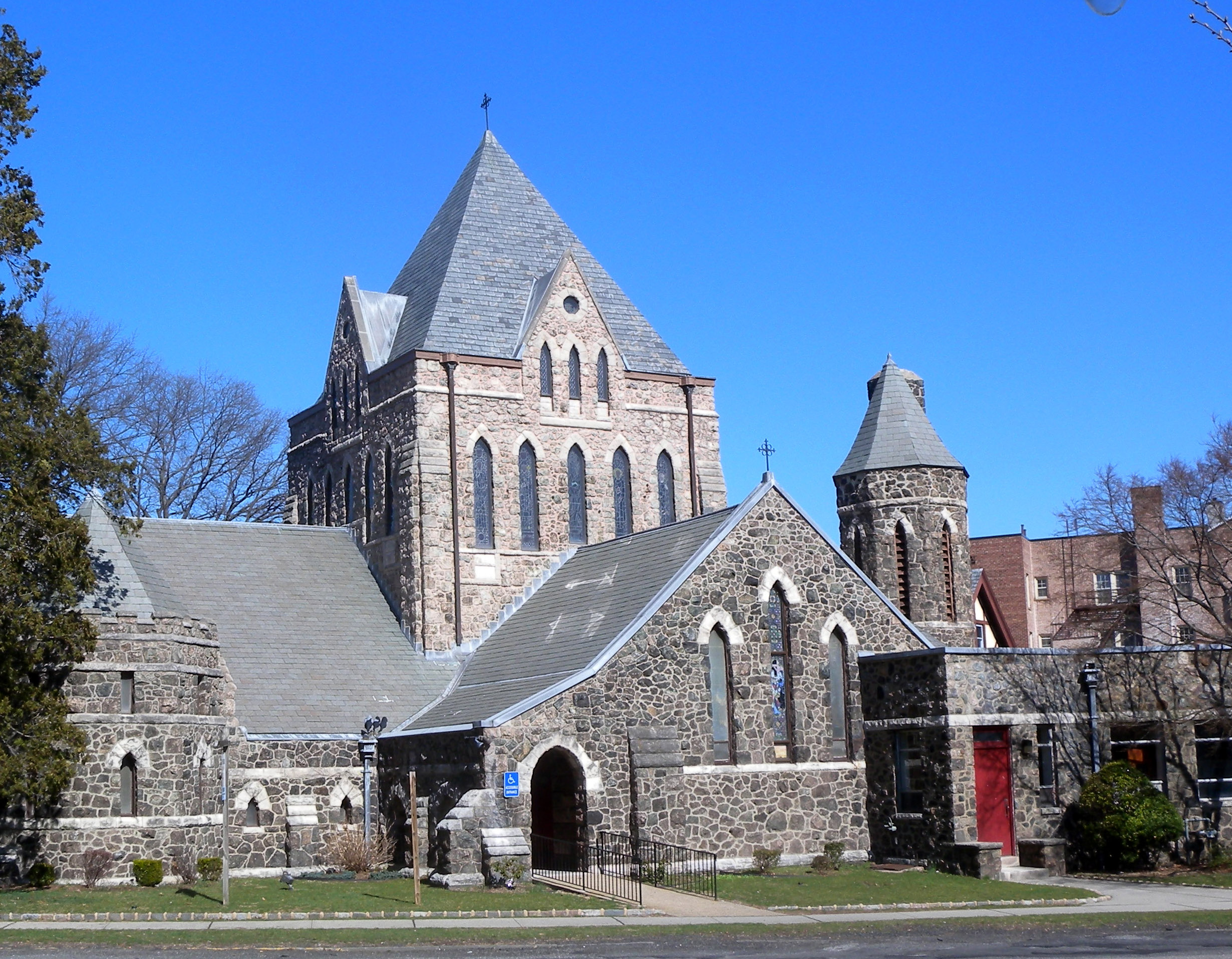

## Híres személyek
- Buzz Aldrin, a második ember a Holdon
- Sascha Kolowrat-Krakowsky - Az osztrák filmipar alapítója, filmproducer 1886. január 29-én Glen Ridge-ben született.
- Katherine MacLean, színésznő
- Cindy Sherman fényképész, filmrendező itt született 1954. január 19-én.